# Гейтерсберг
Гейтерсберг (англ. Gaithersburg) — 3-й по населению город Мэриленда (уступая Балтимору и Роквиллу), расположенный в округе Монтгомери северо-западней Вашингтона. Входит в Вашингтонский метрополитенский ареал. Включён 5 апреля 1878 года.
Площадь — 26.3 км². Население — 59 993 чел.
Гейтерсберг разделён на две части: восточную и западную магистралью Interstate 270. Восточная часть города более старая. Памятники архитектуры и здания тех времён до сих пор видны во многих местах, но особенно в историческом бизнес-центре, называемом старым городом. Восточная часть также включает Lake Forest Mall, City Hall и the Montgomery County Fair grounds. Западная часть имеет множество богатых районов, построенных в стиле новый урбанизм. Одними из них являются общины Kentlands, Lakelands, Вашингтонский центр (более известный как The Rio), деловой/шопинг округ.
В Гейтерсберге расположена штаб-квартира Национального института стандартов и технологий. Другие крупные компании, расположенные в городе: IBM, Lockheed Martin, MedImmune и Sodexo. Также в городе базируется 220 военная полицейская бригада резерва Армии США.

## Население
Расовый состав: европеоидная 34.7 %, негроидная 19.5%, американоидная 0.2%, монголоидная 13.9%, австралоидная 0.1%, прочие 3.6%, две и больше рас 3.2%. Латиноамериканцы любой расы — 24.8%. 34.3% населения города — рожденные за пределами США. Возраст населения: 25% менее 18 лет, 9% 18-24, 37.7% 25-44, 20% 45-64, 8.2% более 65 лет.

## Экономика
Согласно городскому полному ежегодному финансовому отчёту 2009 года, крупнейшие работодатели города:
| #  | Работодатель                                   | # служащих |
| -- | ---------------------------------------------- | ---------- |
| 1  | National Institute of Standards and Technology | 2,115      |
| 2  | IBM                                            | 1,100      |
| 3  | MedImmune                                      | 1,027      |
| 4  | Sodexo USA                                     | 1,000      |
| 5  | Asbury Methodist Village                       | 867        |
| 6  | The Gazette                                    | 428        |
| 7  | Gene Logic                                     | 362        |
| 8  | BroadSoft                                      | 200        |
| 9  | Qiagen                                         | 280        |
| 10 | Airline Foods                                  | 185        |

## Транспорт
Фредерик-Авеню (Maryland Route 355) — важнейший элемент автомобильной сети Гейтерсберга, проходящий по центру города с севера на юг, соединяющий город с Фредерик, Роквилом и Вашингтоном. Важнейшие улицы пересекающие город с запада на восток — Diamond Avenue и Quince Orchard Road. Шоссе Interstate 270 проходит почти параллельно Фредерик-Авеню и соединяет город с Interstate 495 (Capital Beltway). Шоссе Interstate 370 начинается в Гейтерсберге и её западная часть сейчас строится Maryland Route 200, которая после окончания станет звеном в шоссе Interstate 95 у города Лорел.
Гейтерсберг связан с Вашингтонским метрополитеном через станцию Shady Grove station, расположенная у внешней городской границы.
Мэрилендская система пригородных поездов MARC соединяет Гейтерсберг с Вашингтоном. В городе есть три станции системы MARC: Gaithersburg, Metropolitan Grove и Washington Grove (за городом).
Автобусные перевозки состоят из маршрутов метробаса (метрополитенского ареала Вашингтона), выполняемые компаниями WMATA (Washington Metropolitan Area Transit Authority) и Ride-On маршрутами осуществляемыми округом Монтгомери, и паратранзита, выполняемые компанией MetroAccess.